# Edward Kirby
Pour les articles homonymes, voir Kirby.
Edward Buckler « Ed » Kirby (né le 30 octobre 1901 à Washington et décédé le 5 juin 1968 à Orange dans le New Jersey) est un athlète américain spécialiste du demi-fond. Mesurant 1,73 m pour 59 kg, son club était le Cornell Big Red.

## Biographie

### Palmarès
| Date | Compétition           | Lieu  | Résultat | Épreuve            | Performance |
| ---- | --------------------- | ----- | -------- | ------------------ | ----------- |
| 1924 | Jeux olympiques d'été | Paris | 3e       | 3 000 m par équipe | 25 pts      |

### Records
| Épreuve      | Performance | Lieu | Date |
| ------------ | ----------- | ---- | ---- |
| 3 000 mètres | 8 min 46 s  |      | 1924 |